# Sanok
Sanok este un oraș în Polonia așezat pe malul abrupt al rîului San.

## Personalități născute aici
- Josef Herzig (1853 - 1924), chimist;
- Broncia Koller-Pinell (1863 - 1934), pictoriță.

## Imagini

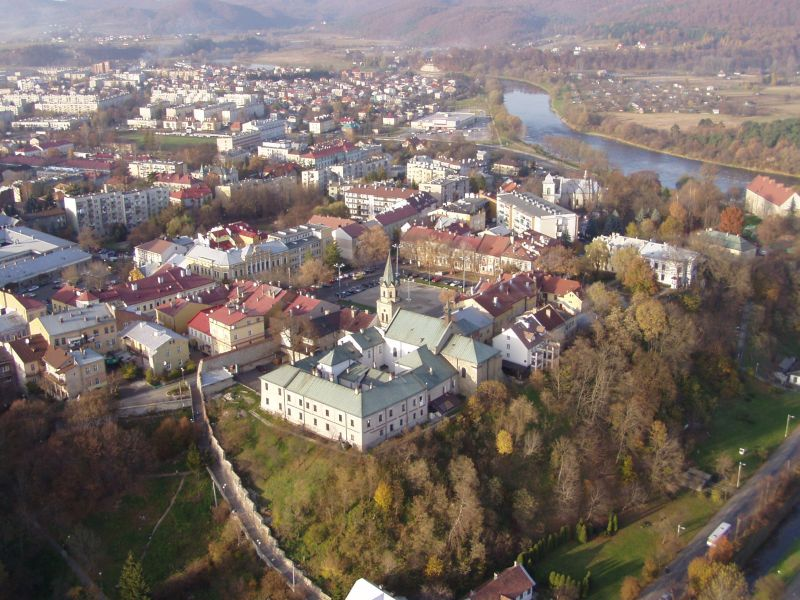
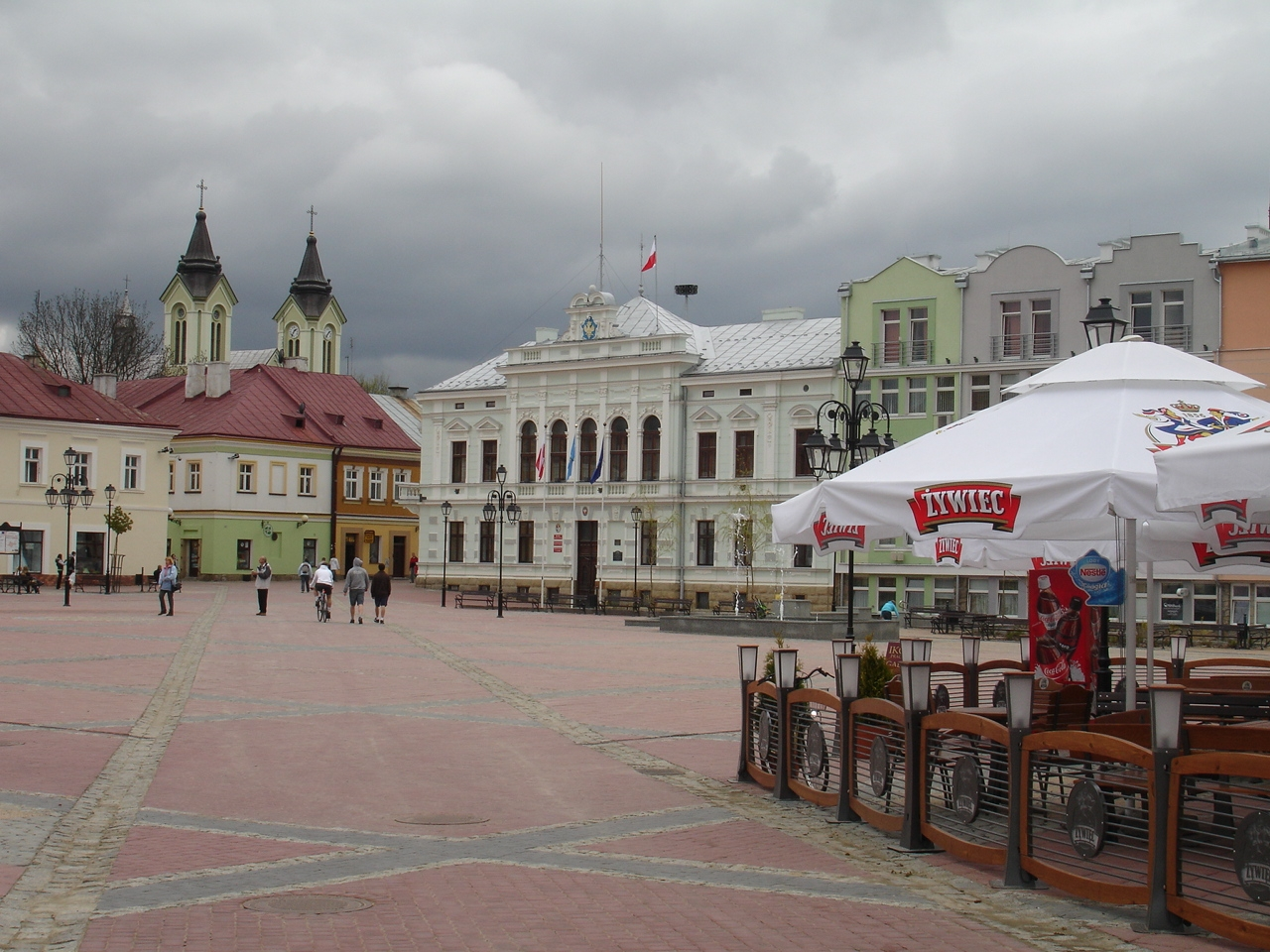
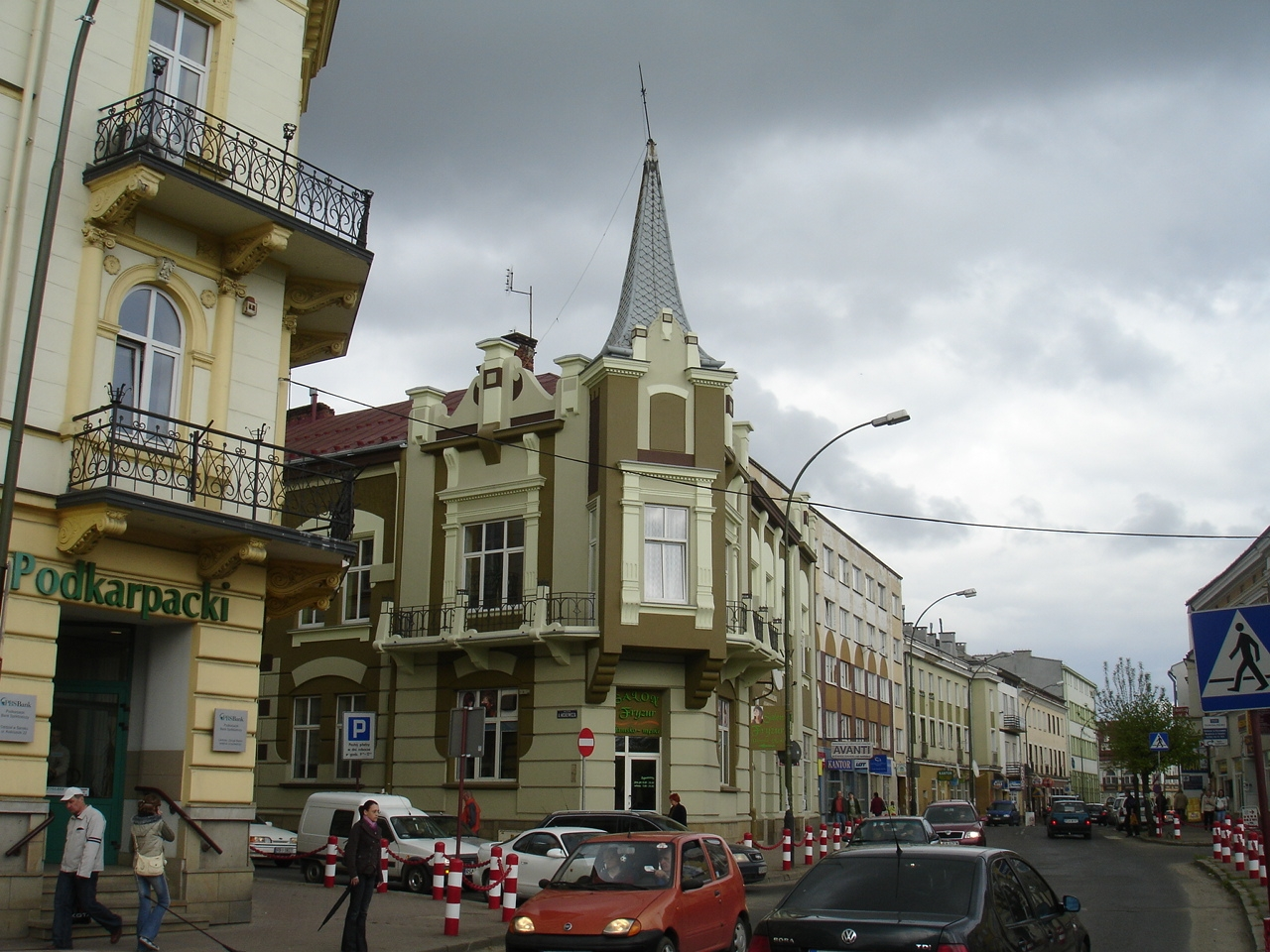

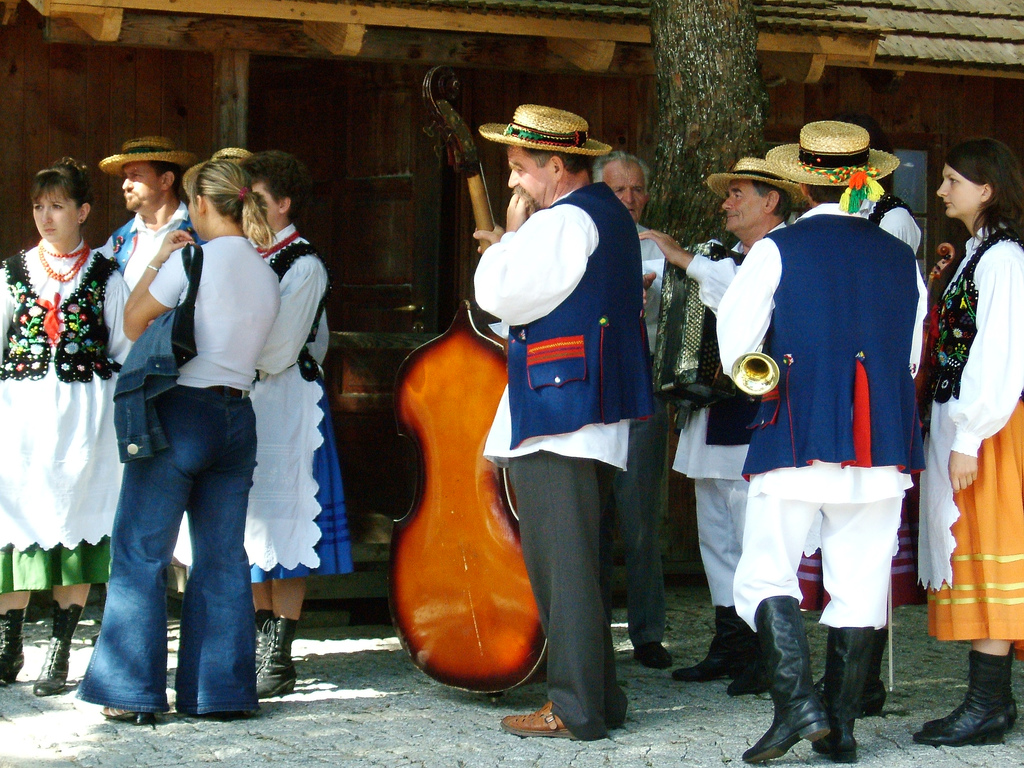
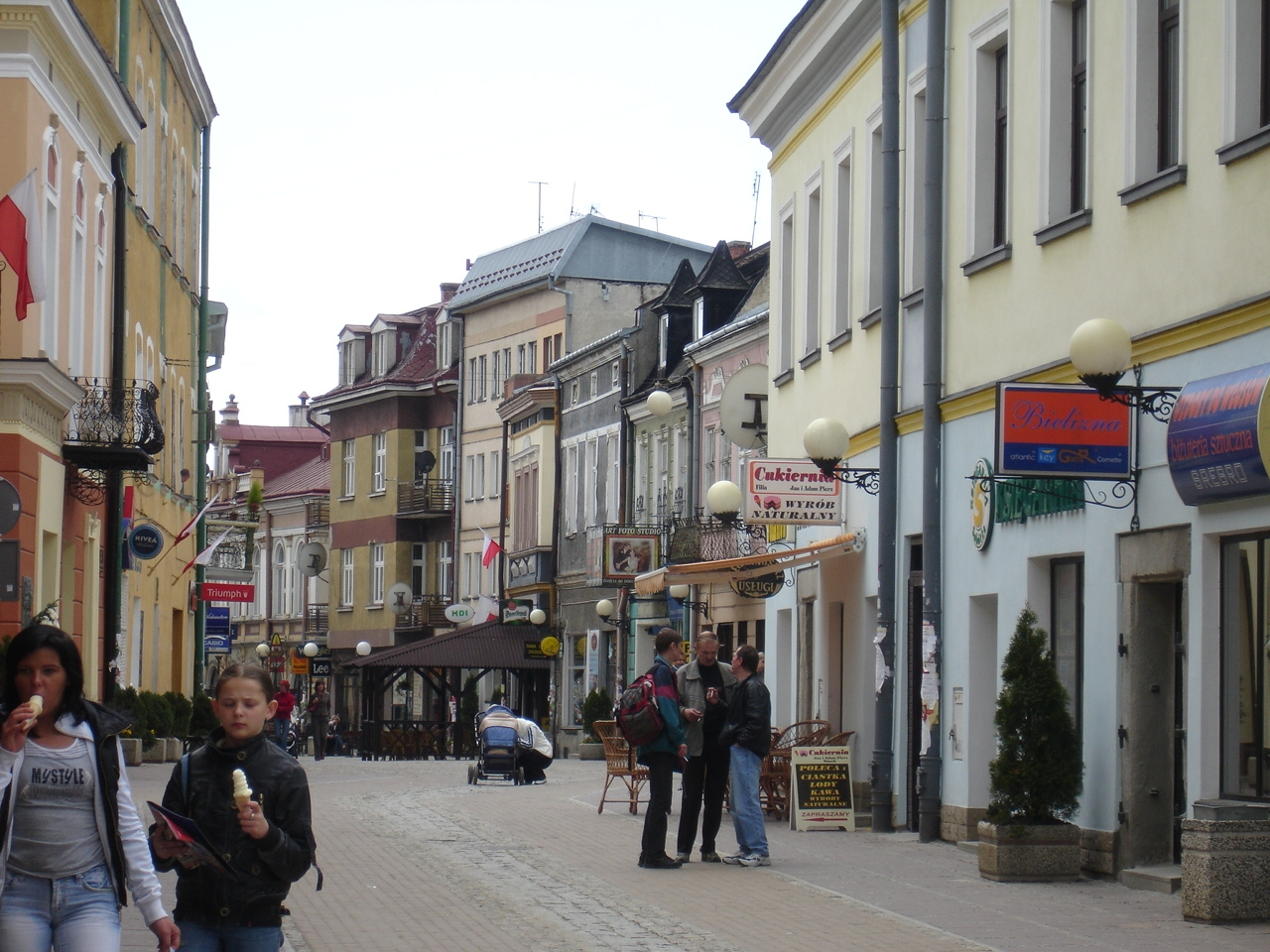
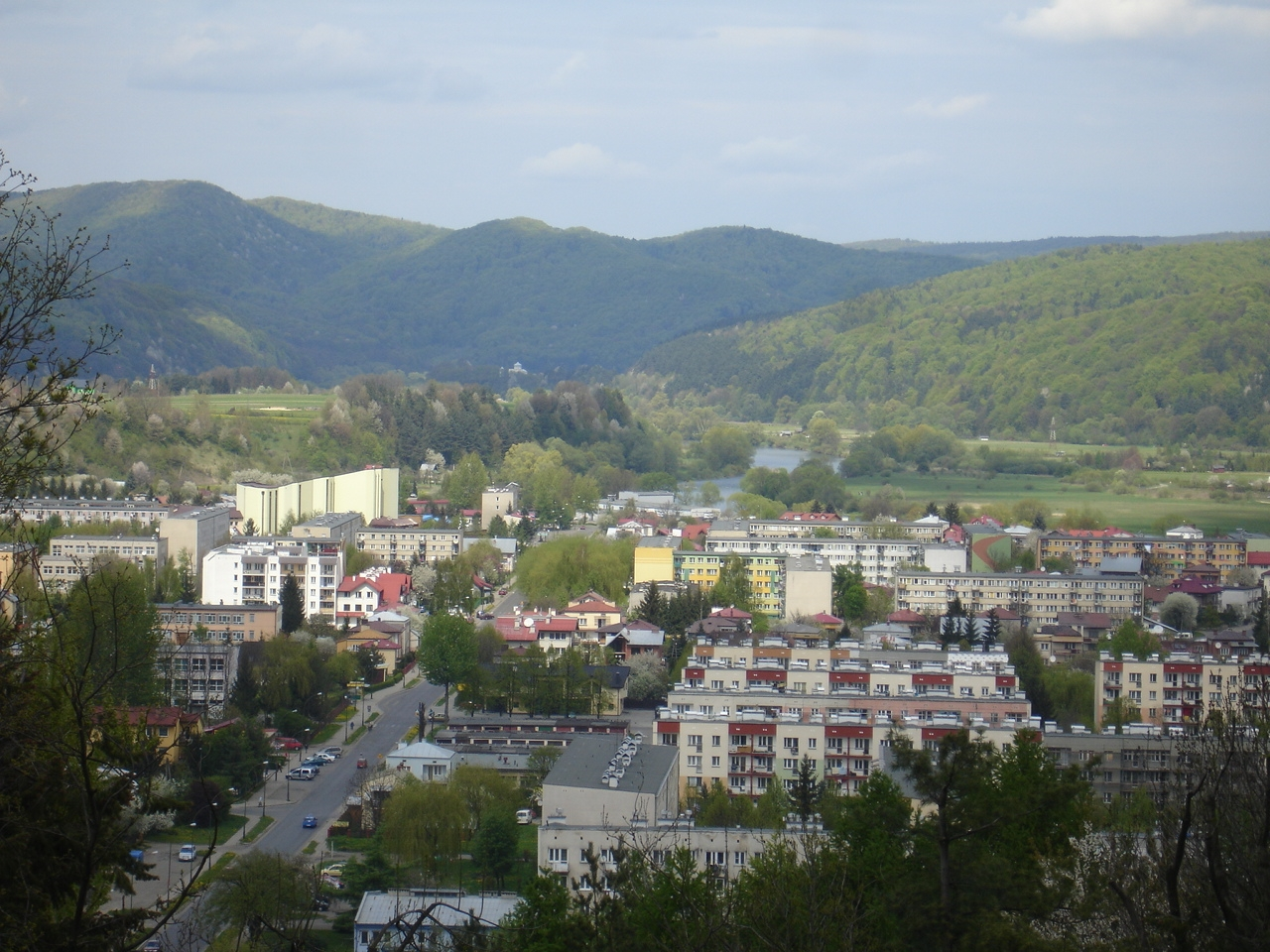

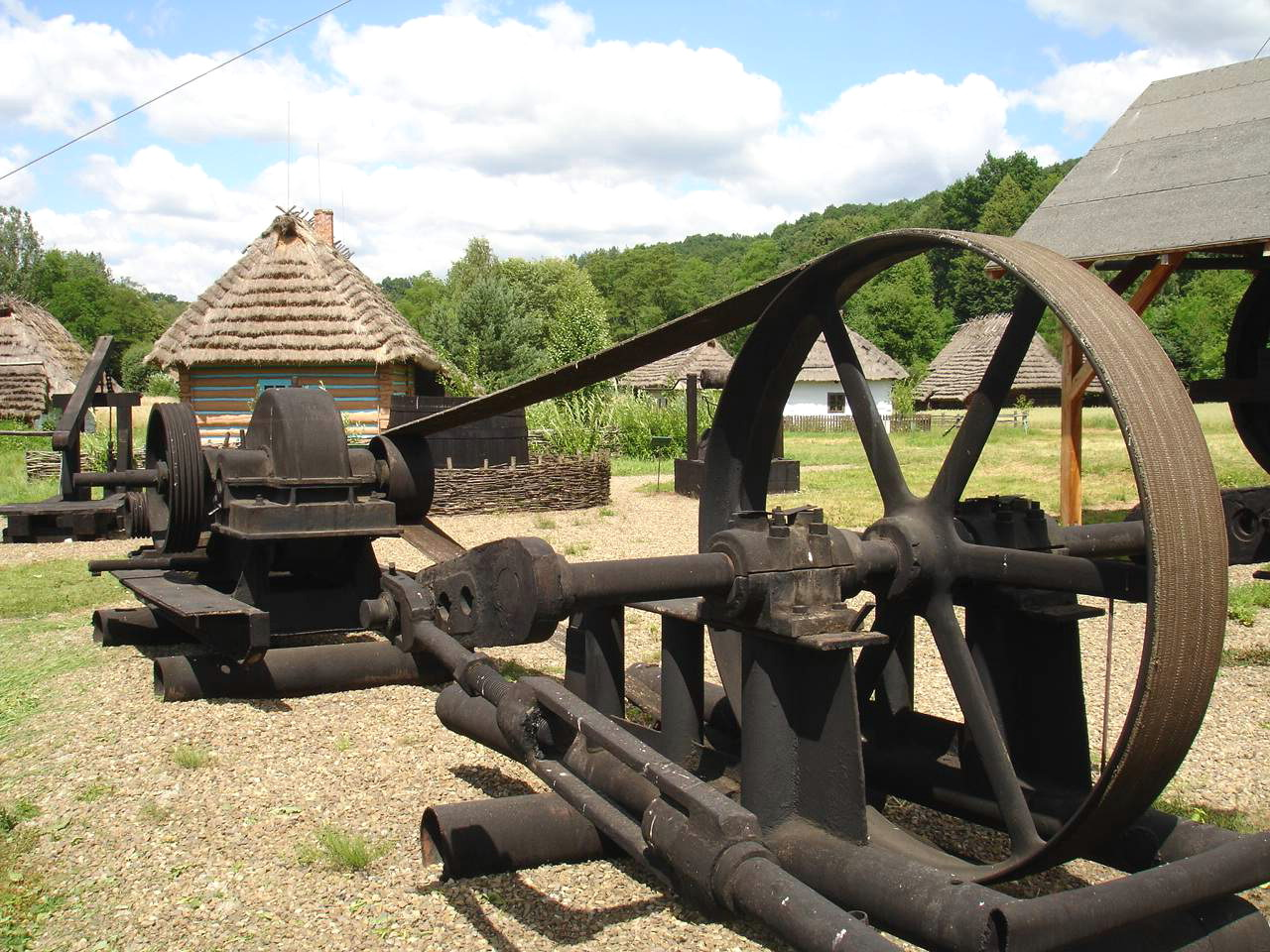
Skansen
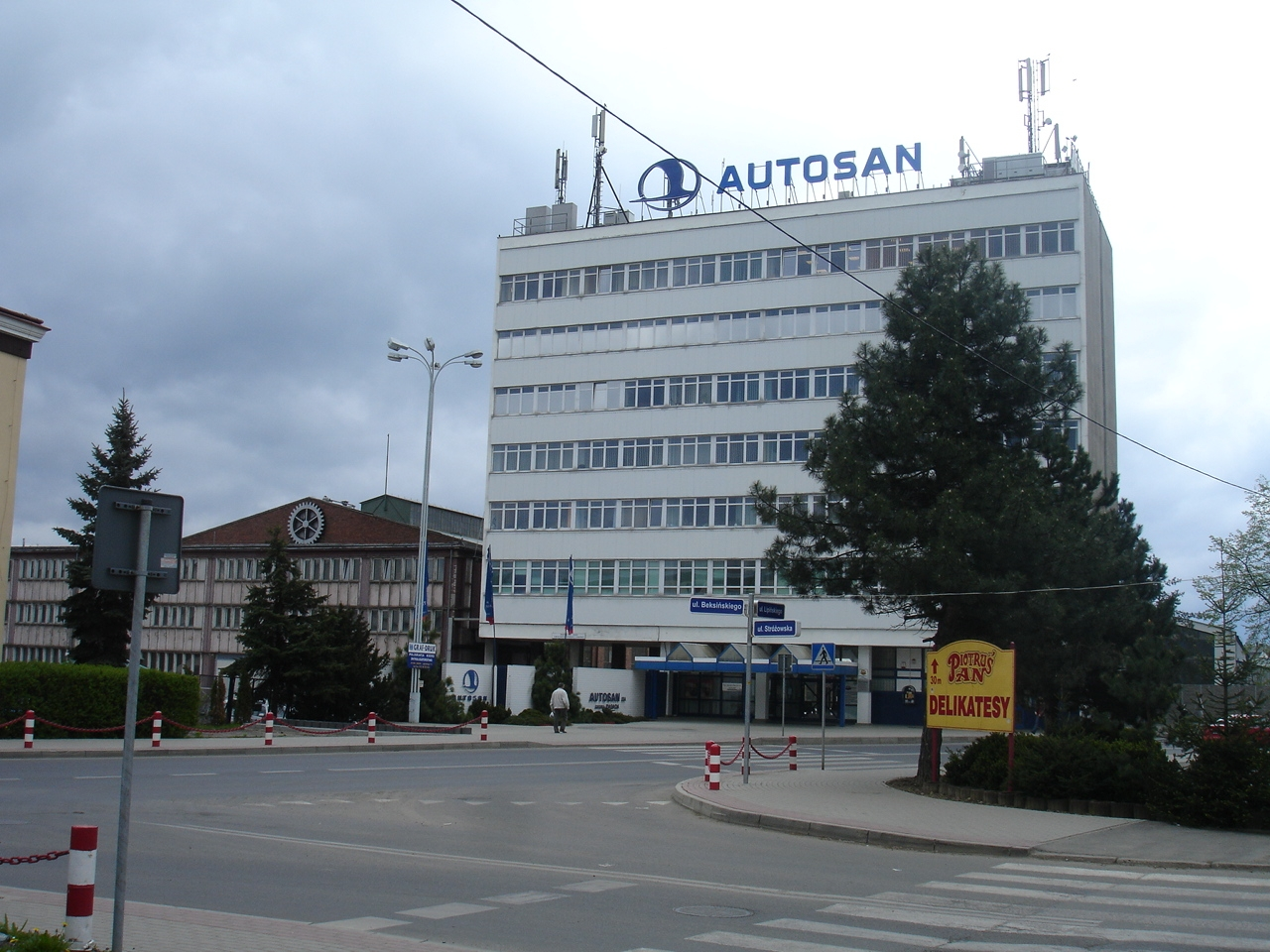
Autosan
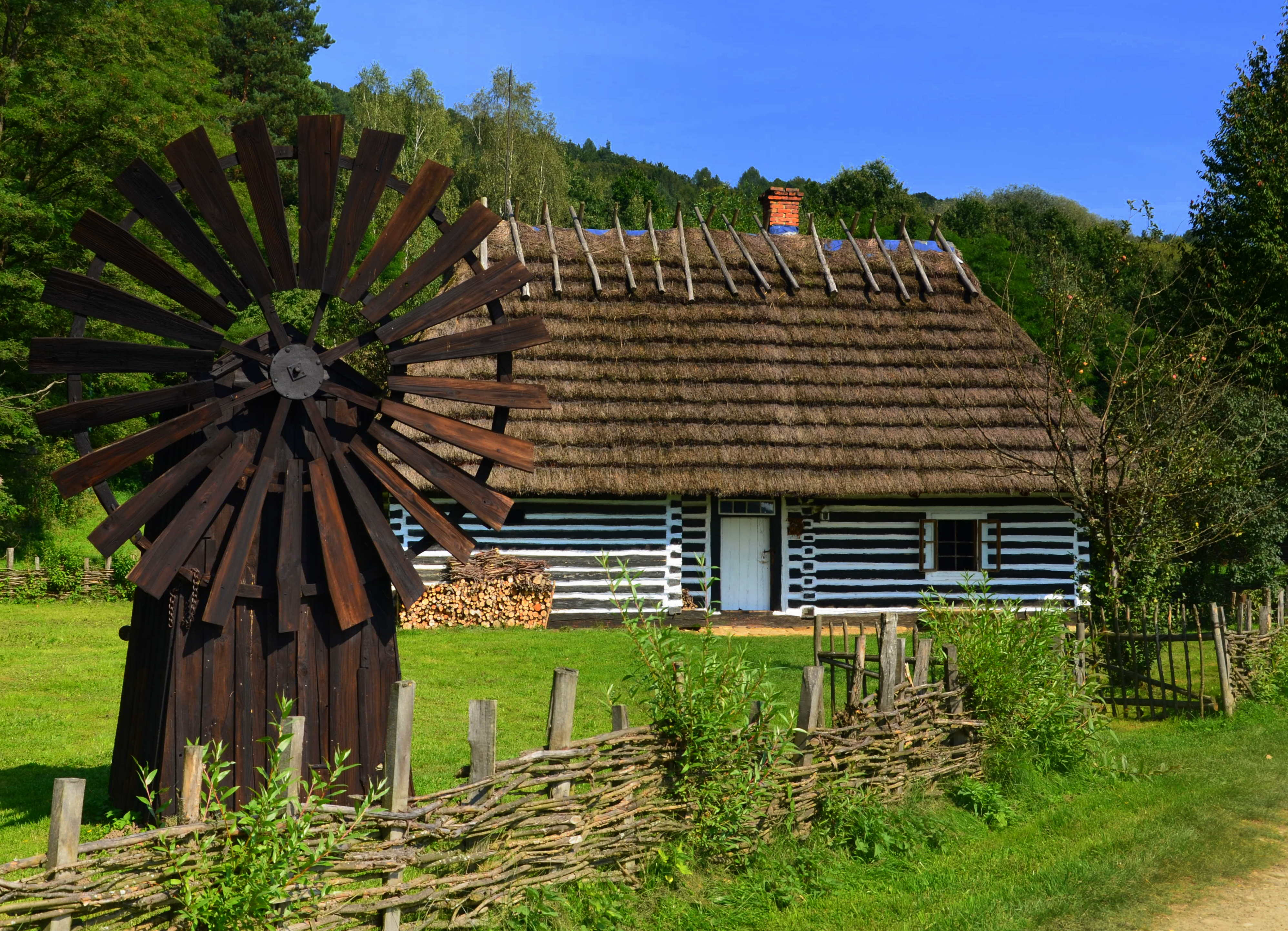
Skansen